# كونغرس مين
كونغرس مين (بالإنجليزية: Maine Legislature)‏  هي الهيئة التشريعية لمين، تتكون من المجلس الأعلى مجلس شيوخ مين 
الذي يضم 35 مقعداً، والمجلس الأدنى مجلس نواب مين .